# Битка код Хелиопоља
Битка код Хелиопоља вођена је 20. марта 1800. године између француских и турских снага. Део је Рата друге коалиције (Француски револуционарни ратови), а завршена је победом Француза.

## Битка
Након прекида споразума из Ел Ариша, турска војска (60-80.000 према претераним француским проценама), под великим везиром Јусуф-пашом, наставила је наступање према Каиру. Командант француских снага у Египту након одласка Наполеона био је Жан Батист Клебер. Своје расположиве снаге (око 10.000 људи) покренуо је у сусрет Турцима. Претходницу турске војске предводио је Насух-паша. Улогорила се на рушевинама Хелиопоља. Француска војска под генералом Лујем Фријаном и Жаном Рејнером распоредила се у четири велике батаљонске каре. Коњичку резерву предводио је Шарл Виктор Леклер. Французи су у рано јутро 20. марта започели напад. Генерал Рејнер је успео заузети Ел Матарију. Док су Турци вршили велики обилазни маневар према Каиру, генерал Фријан напада Ел Марџ. Јусуф-паша се повлачи према свом логору код Ел Ханке где га Французи стижу пре мрака. Повлачење се претвара у расуло. Француски губици процењују се на неколико стотина мртвих. Турски губици били су много већи. Пораз код Хелиопоља довео је до евакуације Турака из Египта.